# 鳴門インターチェンジ
鳴門インターチェンジ（なるとインターチェンジ）は、徳島県鳴門市撫養町木津にある、神戸淡路鳴門自動車道と高松自動車道のインターチェンジである。鳴門市への最寄ICであるとともに、神戸淡路鳴門自動車道・高松自動車道における徳島市への玄関口としての役割も担っている。
本項では、併設する鳴門本線料金所についても記述する。
なお、鳴門インター北口バスストップは当インターチェンジより約1km北側の国道11号線沿いにある。

## 歴史
- 1987年（昭和62年）5月23日 : 神戸淡路鳴門自動車道の鳴門北IC - 鳴門IC間の開通に伴い供用開始。
- 2002年（平成14年）7月21日 : 高松自動車道の鳴門IC - 板野IC間が開通し[1]、これに伴い鳴門ICを改築し鳴門本線料金所を供用。

## 周辺
- 木津城址
- 勝福寺
- 音蔵寺
- 市杵島姫神社
- 天理教撫養大教会
- JR鳴門線 教会前駅
- JR鳴門線 金比羅前駅
- 大津西幼稚園
- 鳴門市立大津西小学校
- 鳴門木津郵便局

## 接続する道路
- 国道11号（吉野川バイパス）（本ICから高松方面は国道377号重複）

## 料金所
- ブース数 : 7

### 入口
- ブース数 : 2
  - 2ブースともETC専用および一般またはETC・一般の可変式ブース

### 出口
- ブース数 : 5
  - ETC専用および一般またはETC・一般の可変式ブース : 2
  - 一般 : 3

## 鳴門本線料金所
鳴門本線料金所（なるとほんせんりょうきんじょ）は徳島県鳴門市撫養町木津にある、神戸淡路鳴門自動車道と高松自動車道の本線料金所である。

### 概要
高松自動車道のキロポストは、当本線料金所を基準に100KPから設置されている。

### 歴史
- 2002年（平成14年）7月21日 : 高松自動車道の鳴門IC - 板野IC間が開通し[1]、これに伴い鳴門ICを改築し鳴門本線料金所を供用。

### 料金所（下り線のみ）
- ブース数 : 5
  - ETC専用 : 2
  - 一般 : 3

## 高速バス
本ICの北方約1kmにあるローソン鳴門インター店に鳴門インター北口バス停と琴平バス徳島営業所（コトバスステーション鳴門インター）が併設されている。

### 停車路線
鳴門インター北口
- あわひろしま号
- 徳島 - 岡山線

コトバスステーション鳴門インター
- コトバスエクスプレス新宿線・名古屋線・福岡線
- 愛媛シャトル
- 高知シャトル
愛媛・高知シャトルはコトバスエクスプレス新宿線・名古屋線へ（から）の乗り継ぎ専用。 鳴門インターでの乗降は出来ない。

## 隣
E28 神戸淡路鳴門自動車道
(11) 鳴門北IC - 大毛島BS - 高速鳴門BS - (12) 鳴門TB/IC
E11 高松自動車道
(12) 鳴門TB/IC - (7) 鳴門JCT